# Boubers-lès-Hesmond
Boubers-lès-Hesmond är en kommun i departementet Pas-de-Calais i regionen Hauts-de-France i norra Frankrike. Kommunen ligger i kantonen Campagne-lès-Hesdin som tillhör arrondissementet Montreuil. År 2022 hade Boubers-lès-Hesmond 70 invånare.

## Befolkningsutveckling
Antalet invånare i kommunen Boubers-lès-Hesmond
| Referens: INSEE |